# Station Strzałkowo
Station Strzałkowo is een spoorwegstation in de Poolse plaats Strzałkowo.